# کرمانیا
کرمانیا (به انگلیسی: Kermania) نام یک سرده از بید متعلق به خانواده شاپرک‌های قارچ است.

## گونه‌ها
- Kermania pistaciella Amsel، ۱۹۶۴ (از ایران[۲] و ترکیه)